# Kampenwand
Il Kampenwand è una vetta montuosa alta 1 669 m nelle Alpi del Chiemgau sita nel Circondario di Rosenheim. La sua croce di vetta è la più grande delle Alpi Bavaresi ed è visibile da lontano.
In inverno è una piccola stazione sciistica, mentre in estate è una meta ambita per il deltaplano e il parapendio. La montagna è anche apprezzata da scalatori, escursionisti e amanti della mountain bike. Il versante sud, in particolare, offre numerose vie di arrampicata di tutti i livelli di difficoltà.

## Origine del nome
Il nome deriva dal suo aspetto: la frastagliata cresta sommitale ricorda la cresta sulla testa di un gallo. Grazie al suo profilo suggestivo e alla posizione esposta, il Kampenwand è visibile da lontano, ad esempio dallo svincolo dell'autostrada A8 a Irschenberg. 

## Geografia
La cima principale del Kampenwand, alta 1 669 metri, si trova nel distretto di Hohenaschau del comune di Aschau im Chiemgau, 420 metri a nord del confine con il distretto di Schlechinger Forst del comune di Schleching. A 5 950 metri a sud, il Geigelstein, alto 1 808 metri, confina con il Kampenwand e a nord, ai suoi piedi, il comune di Bernau am Chiemsee, con il lago Chiemsee. Il lago Chiemsee si trova a 8 236 metri in linea d'aria a nord della vetta (Irschener Winkel vicino alla foce del Bernauer Achen).

## La croce di vetta
La croce di vetta sulla cima orientale, nota anche come Croce del Chiemgau, fu eretta nel 1950 dai cittadini del comune di Höslwang per commemorare le vittime del Chiemgau delle due guerre mondiali. La croce di legno, esistente dal 1923, era stata distrutta da un fulmine qualche anno prima, quindi si decise di erigerne una nuova. Questa croce fu saldata pezzo per pezzo con rottami di ferro e, nell'estate del 1949, trasportata sulla parete rocciosa da due muli e diversi aiutanti. Fu poi issata in vetta con un argano a mano. La consacrazione, con la benedizione della chiesa, ebbe luogo il 26 agosto 1951. Da allora, una funzione religiosa si tiene ogni anno l'ultima domenica di agosto. L'illuminazione della croce, che si svolge in alcuni giorni all'anno, è resa possibile dal 2003 da un impianto a pannelli solari. Con i suoi dodici metri di altezza, la croce di vetta è la croce di montagna più alta delle Alpi Bavaresi.

## Geologia
La cresta sommitale del Kampenwand è costituita da calcare del Wetterstein, che forma l'ala meridionale ripidamente eretta della sinclinale di Sulten, che appartiene alla massa di sovrascorrimento del Kampenwand. L' asse della sinclinale di questa struttura corre a nord del Kampenwand sopra il Sulten a monte, che è composto da Hauptdolomit. Dopo un'interruzione nella profonda incisione della valle di Rottau, continua più a est presso lo Staffen nella sinclinale di Staffen. La massa di sovrascorrimento del Kampenwand forma il fronte sporgente della falda della Lechtal, che a sua volta giace su una struttura di sinclinale molto più grande della falda dell'Allgäu: la sinclinale di Kampenwand-Niedernfels. Questa enorme sinclinale contiene rocce del Cretaceo inferiore e del Cenomaniano. La zona di Haindorf-Schwarzenberg si trova sulla sua ala settentrionale di costruzione relativamente semplice.